# Veronica triphyllos
Veronica trifogliata (nome scientifico Veronica triphyllos L., 1753) è una pianta erbacea annua appartenente alla famiglia delle Plantaginaceae.

## Etimologia
Il nome generico (Veronica) deriva dal personaggio biblico Santa Veronica, la donna che ha dato a Gesù un panno per asciugare il suo volto mentre è sulla via del Calvario. Alcune macchie e segni sui petali della corolla di questo fiore sembrano assomigliare a quelli del sacro fazzoletto di Veronica. Per questo nome di pianta sono indicate altre etimologie come l'arabo "viru-niku", o altre derivate dal latino come "vera-icona" (immagine vera). L'epiteto specifico (triphyllos) significa "a tre foglie".
Il nome scientifico della specie è stato definito da Linneo (1707 – 1778), conosciuto anche come Carl von Linné, biologo e scrittore svedese considerato il padre della moderna classificazione scientifica degli organismi viventi, nella pubblicazione "Species Plantarum - 1: 14" del 1753.

## Descrizione

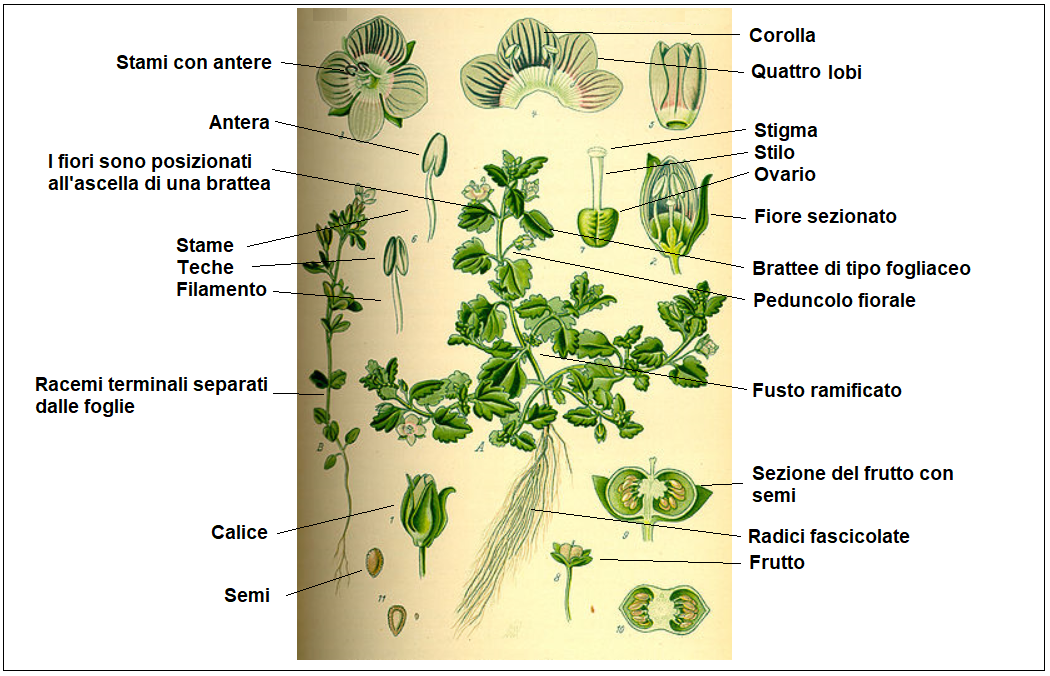
Descrizione delle parti della pianta

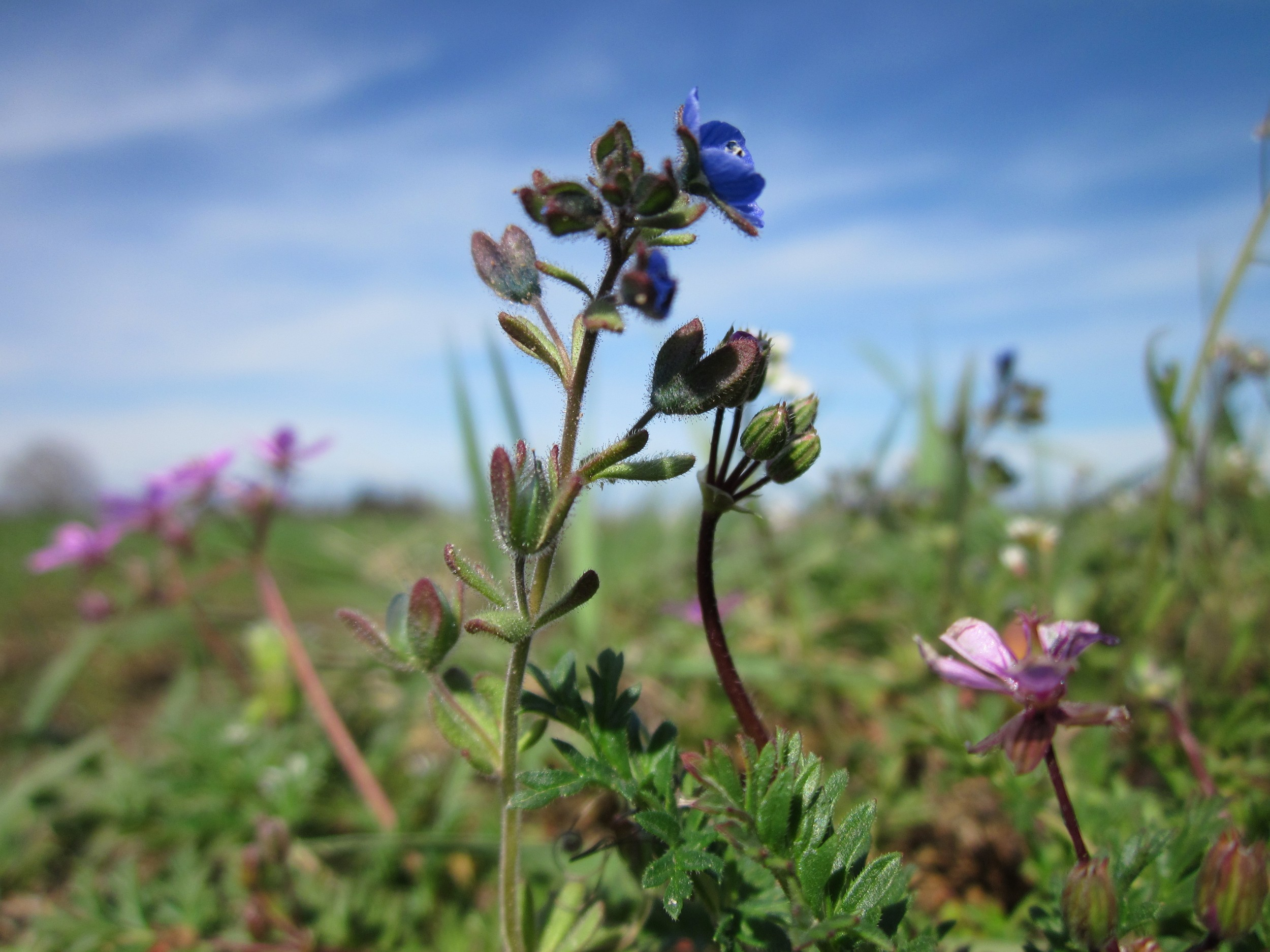
Il portamento

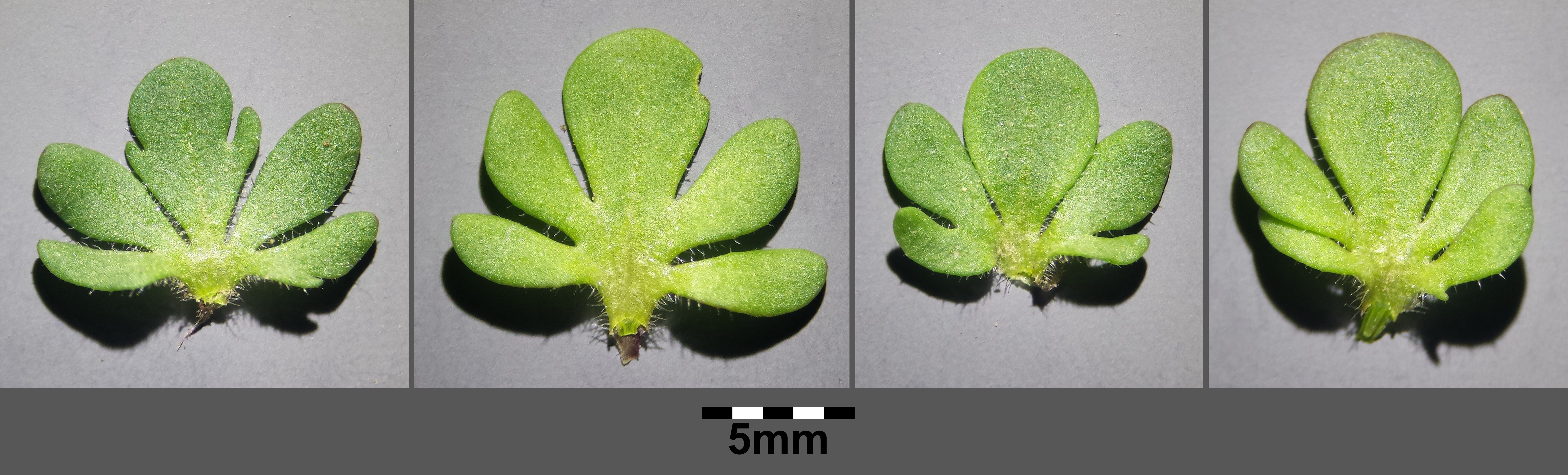
Le foglie

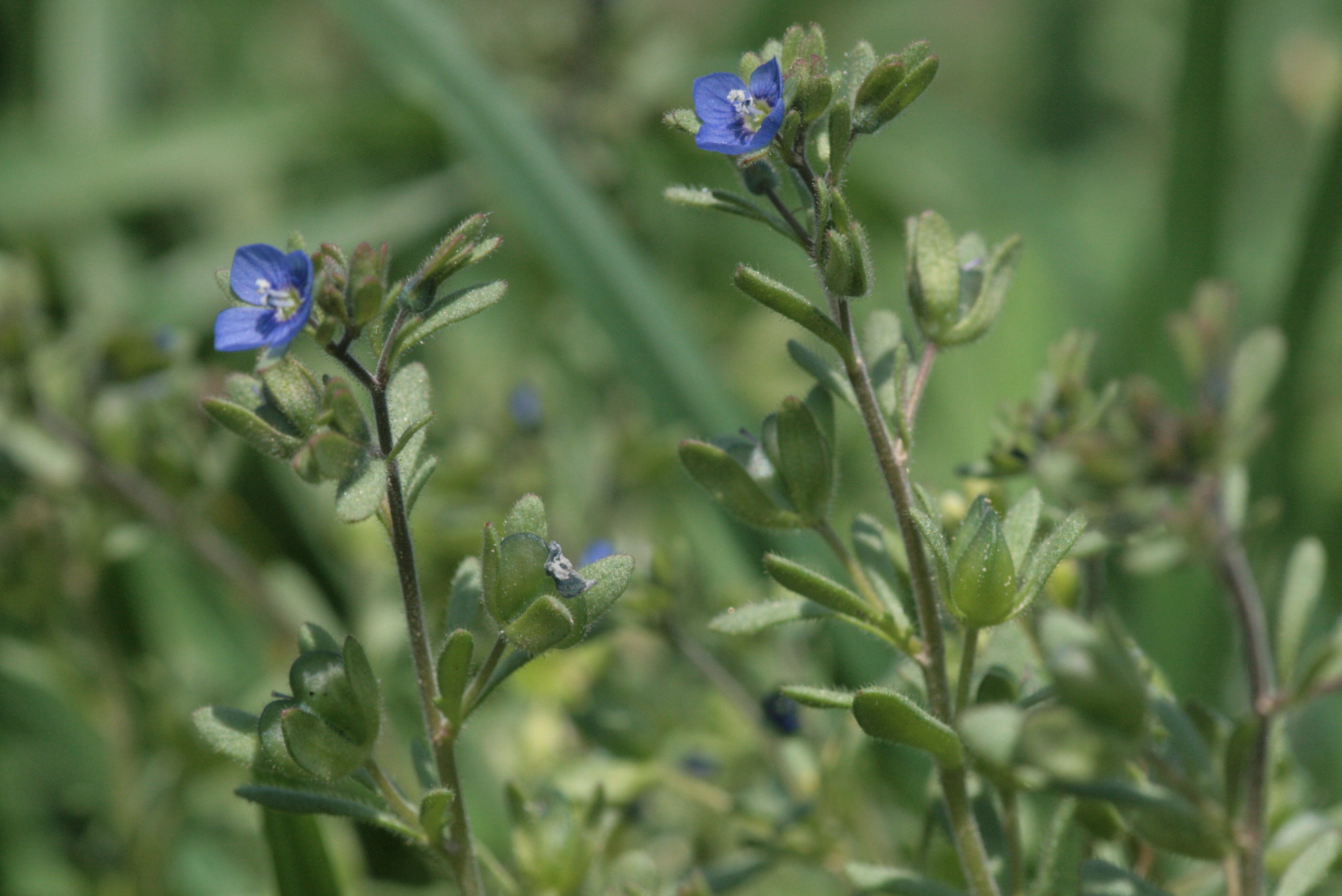
Infiorescenza

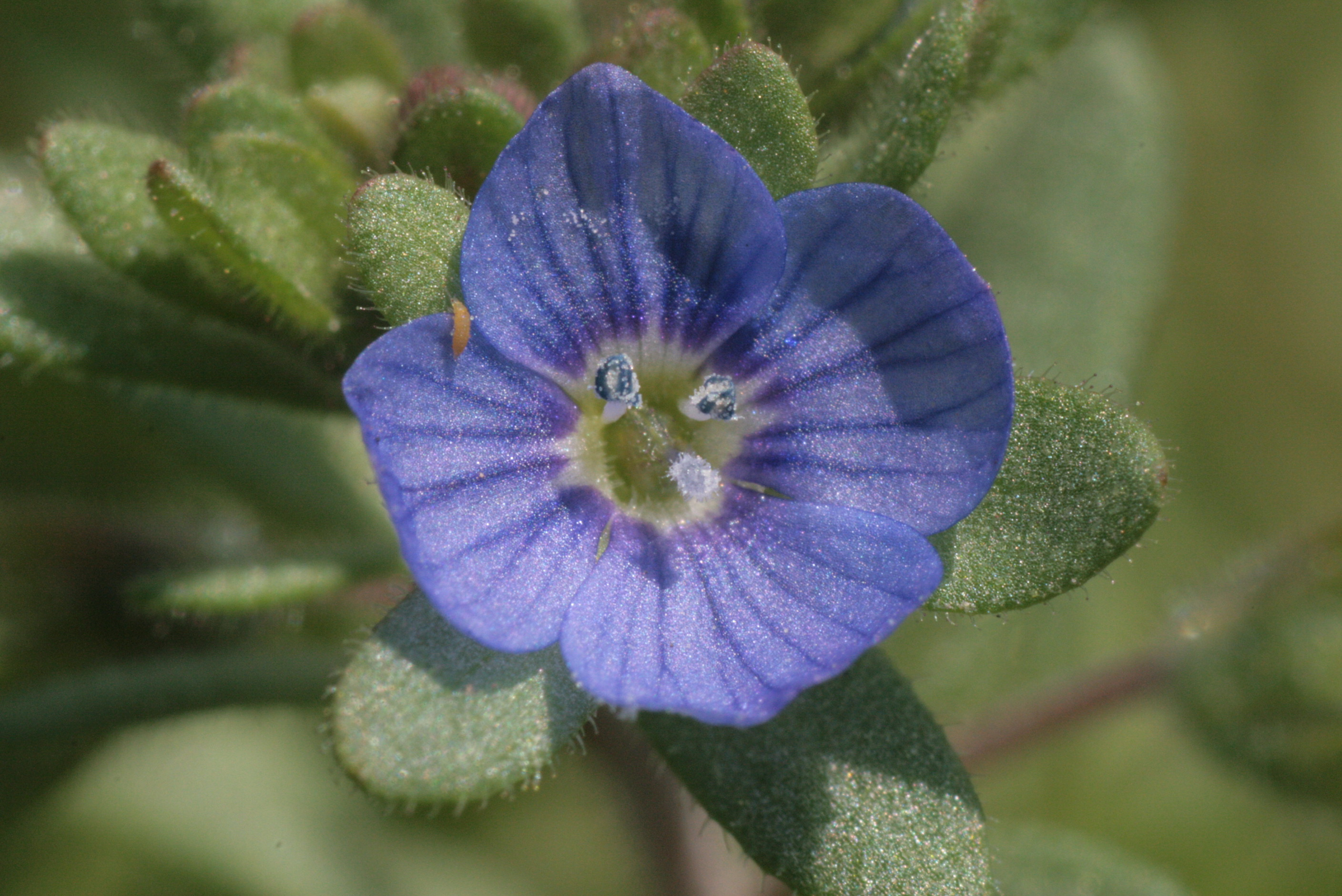
Il fiore

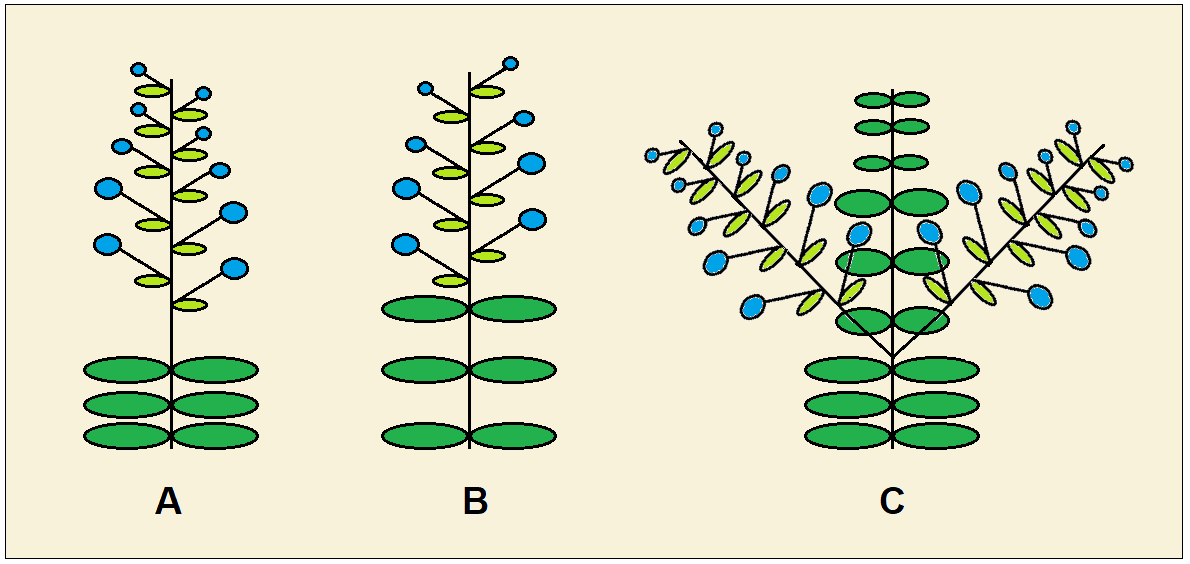
Racemi dell'infiorescenza: A) racemi terminali separati dalle foglie; B) racemi terminali non separati dalle foglie; C) racemi laterali

L'altezza di questa pianta varia tra 5 e 20 cm. La forma biologica è terofita scaposa (T scap), ossia in generale sono piante erbacee che differiscono dalle altre forme biologiche poiché, essendo annuali, superano la stagione avversa sotto forma di seme e sono munite di asse fiorale eretto e spesso privo di foglie. Tutta la pianta è pubescente per peli ghiandolari (soprattutto nella parte apicale); le foglie anneriscono nel secco.

### Radici
Le radici sono secondarie e fascicolate da rizoma.

### Fusto
La parte aerea del fusto è ramificata.

### Foglie
Le foglie inferiori (quelle cauline) sono disposte in modo opposto e sono sessili. Sono divise in 3 - 7 segmenti digitati a forma spatolata con lunghezze ineguali. Le foglie basali sono semplici e crenate. Dimensione delle foglie: larghezza 8 – 13 mm; lunghezza 8 – 10 mm.

### Infiorescenza
Le infiorescenze sono dei racemi sinuosi terminali con 20 fiori al massimo. I racemi sono più o meno separati dalla parte fogliare (tipo A - vedi figura) e sono provvisti di brattee di tipo fogliaceo (soprattutto quelle inferiori) con 3 - 5 lobi. I fiori sono posizionati all'ascella di una brattea. Le brattee sono disposte in modo alterno e quelle superiori sono più piccole e strette. I peduncoli fiorali sono lunghi più o meno quanto la brattea (possono essere lunghi il doppio del calice); alla fruttificazione si allungano  (fino a 5 – 10 mm); hanno un portamento eretto-patente o arcuato verso l'alto.

### Fiore
I fiori sono ermafroditi e tetraciclici (composti da 4 verticilli: calice – corolla – androceo – gineceo), pentameri (calice e corolla divisi in cinque parti). Larghezza dei fiori: 5 – 8 mm.
- Formula fiorale:

X o * K (4-5), [C (4) o (2+3), A 2+2 o 2], G (2), capsula.
- Calice: il calice campanulato, gamosepalo e più o meno attinomorfo, è diviso in 4 profonde lacinie con forme spatolate e apice acuto. Alla fruttificazione si allungano quanto la capsula o più.
- Corolla: la corolla è gamopetala e debolmente zigomorfa con forme tubolari (il tubo è corto) e terminante in quattro larghi lobi patenti (il lobo superiore è leggermente più grande - due lobi fusi insieme, quello inferiore è più stretto). La corolla è resupinata; i lobi sono appena embricati. Il colore della corolla è blu scuro.
- Androceo: gli stami sono due lunghi (gli altri tre sono abortiti) e sono sporgenti dal tubo corollino. I filamenti sono adnati alla corolla. Le antere hanno due teche più o meno separate, uguali con forme arrotondate.
- Gineceo: il gineceo è bicarpellare (sincarpico - formato dall'unione di due carpelli connati). L'ovario (biloculare) è supero con forme ovoidi e compresso lateralmente. Gli ovuli per loculo sono da numerosi a pochi (1 - 2 per loculo), hanno un solo tegumento e sono tenuinucellati (con la nocella, stadio primordiale dell'ovulo, ridotta a poche cellule).[13] Lo stilo filiforme con stigma capitato e ottuso è ben sporgente dall'insenatura della corolla. Il disco nettarifero è presente nella parte inferiore della corolla (sotto l'ovario). Lunghezza dello stilo: 0,7  - 1,5 mm.
- Fioritura: da marzo a maggio.

### Frutti
Il frutto è del tipo a capsula divisa fino a metà in due lobi e bordi smarginati con peli ghiandolari. La forma è arrotondata o più larga che lunga e carenata. La deiscenza è loculicida. I semi, di colore bruno scuro o nero, sono numerosi (da 10 a 20) con forme incavate a conchiglia. Dimensione della capsula: 5 - 7 x 5 – 6 mm. Dimensione dei semi: 1 x 1,5 mm.

## Biologia
Le specie di questo raggruppamento si riproducono per impollinazione tramite insetti (impollinazione entomogama).
La dispersione dei semi avviene inizialmente a causa del vento (dispersione anemocora); una volta caduti a terra sono dispersi soprattutto da insetti tipo formiche (mirmecoria).

## Distribuzione e habitat

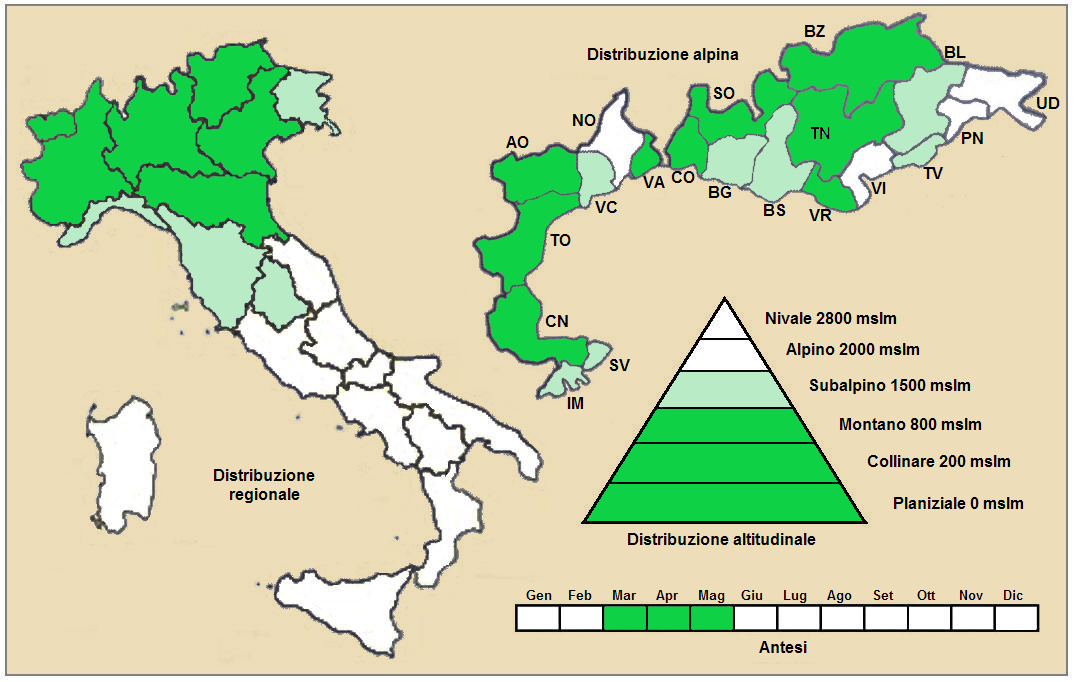
Distribuzione della pianta
(Distribuzione regionale – Distribuzione alpina)

- Geoelemento: il tipo corologico (area di origine) è Europeo - Ovest Asiatico o anche Mediterraneo.
- Distribuzione: in Italia è una specie rara e si trova solamente al Nord. Nelle Alpi italiane ha una distribuzione discontinua. Fuori dall'Italia, sempre nelle Alpi, questa specie si trova in Francia (dipartimenti di Hautes-Alpes, Isère e Savoia), in Svizzera (cantoni Vallese, Ticino e Grigioni), in Austria (Länder del Tirolo Settentrionale, Carinzia, Stiria e Austria Inferiore). Sugli altri rilievi europei collegati alle Alpi si trova nella Foresta Nera, Vosgi, Massiccio del Giura, Massiccio Centrale, Pirenei, Monti Balcani e Carpazi.[15] Nel resto dell'Europa e dell'areale del Mediterraneo si trova dal Portogallo alla Russia europea, dalla Svezia alla Grecia, Siria e Magreb.[16]
- Habitat: l'habitat tipico per questa pianta sono i campi sabbiosi, vigneti, oliveti, incolti e affioramenti rocciosi. Il substrato preferito è calcareo ma anche calcareo/siliceo con pH neutro, bassi valori nutrizionali del terreno che deve essere arido.[15]
- Distribuzione altitudinale: sui rilievi queste piante si possono trovare fino a 1.500 m s.l.m.; frequentano quindi i seguenti piani vegetazionali: collinare e montano e in parte quello subalpino (oltre a quello planiziale – a livello del mare).

### Fitosociologia

#### Areale alpino
Dal punto di vista fitosociologico alpino Veronica triphyllos appartiene alla seguente comunità vegetale:
- Formazione: comunità terofitiche pioniere nitrofile

- Classe: Stellarietea mediae

- Ordine: Centaureetalia cyani

- Alleanza: Scleranthion annui

- Associazione: Scleranthenion annui

#### Areale italiano
Per l'areale completo italiano Veronica triphyllos appartiene alla seguente comunità vegetale:
- Macrotipologia: vegetazione forestale e preforestale

- Classe: Robinietea Jurko ex Hadac & Sofron, 1980

- Ordine: Chelidonio-robinietalia Jurko ex Hadac & Sofron, 1980

- Alleanza: Balloto nigrae-Robinion Jurko ex Hadac & Sofron, 1980

Descrizione: l'alleanza Balloto nigrae-Robinion è relativa alle comunità di tipo nitrofilo, che crescono su terreni sabbiosi, secchi e relativamente poveri. Si rinviene nelle vicinanze delle scarpate stradali o ferroviarie e sui pendii ripidi ed assolati. La distribuzione dell'alleanza si trova sia in Europa che in Italia nelle zone aride (prevalentemente nelle aree meridionali). In queste aree le formazioni arboree dominanti sono costituite da Robinia pseudacacia che predilige i terreni umidi, poco drenanti o da Ailanthus altissima, specie più xerofila.
Alcune specie presenti nell'associazione: Bromus sterilis, Chelidonium majus, Galium aparine, Urtica dioica, Sambucus nigra, Ballota nigra, Galium aparine, Lactuca serriola, Poa angustifolia, Torilis japonica, Urtica dioica, Arrhenatherum elatius, Calamagrostis epigejos, Cynoglossum officinale, Dactylis glomerata, Elymus repens, Holosteum umbellatum, Veronica arvensis.

## Tassonomia
La famiglia di appartenenza (Plantaginaceae) è relativamente numerosa con un centinaio di generi. La classificazione tassonomica di questa specie è in via di definizione in quanto fino a poco tempo fa il suo genere apparteneva alla famiglia delle Scrophulariaceae (secondo la classificazione ormai classica di Cronquist), mentre ora con i nuovi sistemi di classificazione filogenetica (classificazione APG) è stata assegnata alla famiglia delle Plantaginaceae; anche i livelli superiori sono cambiati (vedi il box tassonomico iniziale). Questa pianta appartiene alla sottotribù Veroniciinae (tribù Veroniceae e sottofamiglia Digitalidoideae). Il genere Veronica è molto numeroso con oltre 250 specie a distribuzione cosmopolita.

### Filogenesi
La specie V. triphyllos appartiene alla sezione (o sottogenere) Pocilla Dumort.. Questo gruppo è caratterizzato da un ciclo biologico annuo, dalle infiorescenze formate da racemi terminali con brattee ben distinte dalle foglie oppure i fiori sono isolati all'ascella di foglie normali (quindi le brattee non si distinguono dalle foglie), dal calice a 4 lobi e dai semi piani o incavati.
Secondo altre ricerche di tipo filogenetico più recenti (2004) la specie di questa voce è inserita nel subgen. Pellidosperma (E.B.J.Lehm.) M.M.Mart.Ort., Albach & M.A.Fisch., 2004.
Il numero cromosomico di V. triphyllos è: 2n = 14.

## Altre notizie
La veronica trifogliata in altre lingue è chiamata nei seguenti modi:
- (DE)  Dreiblatt-Ehrenpreis, Dreiteiliger Ehrenpreis
- (FR)  Véronique à trois lobes
- (EN)  Fingered Speedwell